# Carlos Poblete
Carlos Alberto Poblete Jofre (ur. 13 października 1963 w Santiago) – chilijski piłkarz występujący na pozycji napastnika, obecnie trener.

## Kariera klubowa
Poblete pochodzi ze stołecznego miasta Santiago i jest wychowankiem tamtejszego klubu Universidad de Chile. W pierwszym zespole zaczął grać jako dwudziestolatek i występował w nim przez trzy sezony, jednak nie odniósł większych sukcesów zarówno w lidze, jak i w rozgrywkach międzynarodowych. W 1986 roku wyjechał do Meksyku, gdzie spędził niemal całą karierę piłkarską, podpisując kontrakt z ekipą Puebla FC. W meksykańskiej Primera División zadebiutował 3 sierpnia 1986 w wygranym 3:1 spotkaniu z Necaxą i już w tym samym meczu zdobył pierwszego gola dla nowej drużyny. Od razu wywalczył sobie miejsce w wyjściowej jedenastce klubu, lecz zdobył tylko osiem goli i po roku został wypożyczony do rywala zza miedzy, Ángeles de Puebla. Tam został jednym z najlepszych strzelców ligi meksykańskiej, a dwanaście miesięcy później, po rozwiązaniu Ángeles, powrócił do Puebli. Tam kontynuował strzelecką passę, tworząc bardzo skuteczny duet atakujących ze swoim rodakiem, Jorge Araveną. Z ekipą prowadzoną przez trenera Manuela Lapuente w sezonie 1989/1990 zdobył mistrzostwo Meksyku oraz triumfował w rozgrywkach krajowego pucharu – Copa México. W tym samym roku został również zwycięzcą superpucharu kraju – Campeón de Campeones, a w 1991 roku wygrał najbardziej prestiżowe rozgrywki kontynentu, Puchar Mistrzów CONCACAF. W sezonie 1991/1992 odniósł swój ostatni sukces w barwach drużyny, kiedy to zanotował tytuł wicemistrza Meksyku.
Latem 1992 Poblete odszedł do drużyny Cruz Azul z siedzibą w stołecznym mieście Meksyk, w którym występował bez większych sukcesów przez rok, po czym przeszedł do Tiburones Rojos de Veracruz, gdzie w sezonie 1994/1995 dotarł do finału Copa México. Zaraz po tym sukcesie powrócił do zespołu, z którym notował największe osiągnięcia w karierze, Puebli. Ogółem w barwach tej drużyny strzelił 83 gole w 234 ligowych meczach, będąc czwartym najlepszym strzelcem w historii klubu i jest uznawany za jedną z legend klubowych. Podczas drugiego pobytu w Puebli nie potrafił jednak nawiązać do sukcesów odnoczonych z nią wcześniej i po dziesięciu latach gry za granicą powrócił do ojczyzny, podpisując umowę z CD O’Higgins z miasta Rancagua. Po upływie zaledwie pół roku powrócił jednak do Meksyku, gdzie występował jeszcze w drugoligowych ekipach Unión de Curtidores i Cruz Azul Hidalgo. Profesjonalną karierę piłkarską zakończył w wieku 35 lat.

## Kariera trenerska
Po zakończeniu kariery Poblete rozpoczął pracę jako trener, początkowo jako tymczasowy szkoleniowiec drugoligowego już Ángeles de Puebla w sezonie Invierno 2000. Później przez kilka lat był asystentem w kolejnej drużynie, której barwy reprezentował już jako piłkarz, Puebla FC. W latach 2002–2005 był ponadto jednym z radnych miasta Puebla. W połowie 2010 roku został szkoleniowcem innego klubu z tego miasta, drugoligowego Lobos BUAP, który prowadził przez pół roku bez większych osiągnięć. W 2011 roku był członkiem sztabu szkoleniowego argentyńskiego trenera Rubéna Omara Romano, początkowo asystując mu z Club Santos Laguna, a później w Club Atlas. W styczniu 2012 po raz kolejny został zatrudniony w Lobos BUAP, lecz tym razem odszedł ze stanowiska po zaledwie pięciu spotkaniach drugiej ligi meksykańskiej.
W październiku 2012 Poblete zastąpił Daniela Guzmána na stanowisku trenera Puebli, podejmując swoją pierwszą pracę szkoleniową w najwyższej klasie rozgrywkowej. Odszedł ze stanowiska już po dwóch meczach, w których zanotował remis i porażkę, jednak zaraz potem został asystentem nowego szkoleniowca Puebli, Manuela Lapuente. Z początkiem 2014 roku objął stanowisko trenera ekipy do lat dwudziestu tego klubu.